# جان اوگلستاد
جان اوگلستاد (انگلیسی: John Ugelstad; ۳۱ مارس ۱۹۲۱ – ۳ آوریل ۱۹۹۷) ، دانشمند در زمینه شیمی اهل نروژ بود.